# Smagalaz
Smagalaz – zespół pochodzący ze Słubic tworzący muzykę hip-hop. Powstał w 2002 na jednym z koncertów, który prowadził DJ Pete. Zainteresował się on zespołem, który występował wówczas pod nazwą Słowanacja.  
Wkrótce potem zespół Smagalaz wszedł do studia w celu nagrania oficjalnego dema. Wzbudziło to zainteresowanie nowo powstałej wytwórni Reprezentuj, która ostatecznie wycofała się ze współpracy z zespołem. W 2005 roku zespół wystąpił na albumie gorzowskiego rapera Smarki Smarka w przearanżowanym utworze formacji Stereofonia „Dźwięki Stereo”. Razem z nim nagrali także piosenkę „Gdzie Te Bity”.
W 2006 roku wytwórnia ToSieWytnie Records wydała debiutancki album Smagalaz pt. Grejtest Hits. Wkrótce po premierze do Smagalaz na krótko dołączył Emrat. Na początku 2007 roku zespół podpisał  kontrakt z wytwórnią Wielkie Joł. W tym samym roku ukazał się mixtape Abla i DJ Pete'a Eintopf Mixtape. 1 kwietnia 2010 roku ukazał się drugi album studyjny formacji zatytułowany Czillen Am Grillen.

## Dyskografia
Albumy
| Tytuł                         | Dane dot. albumu                                    |
| ----------------------------- | --------------------------------------------------- |
| Grejtest Hits                 | - Data: 30 maja 2006 - Wydawca: ToSieWytnie Records |
| Czillen Am Grillen            | - Data: 1 kwietnia 2010 - Wydawca: Wielkie Joł      |
| Dorzucamy do grilla (mixtape) | - Data: 22 grudnia 2011 - Wydawca: Wielkie Joł      |

Występy gościnne
| Album                                        | Rok  | Utwór | Źródło |
| -------------------------------------------- | ---- | --- | ------ |
| Smarki Smark – Najebawszy EP                 | 2005 | „Dźwięki Stereo (Kawałek O Niczym Konkretnym)” (gościnnie: Smagalaz) | [ 3 ]  |
| Rezpektz – 120 Uderzeń Na Minutę Feat. Emrat | 2008 | „Obietnica Miasta” (gościnnie: Smagalaz, Emrat) | [ 4 ]  |
| Siwydym – Odpal                              | 2009 | „Rzucam Bombę” (gościnnie: Smagalaz) | [ 5 ]  |
| Sage – Hardcore Dealin' Department 2010      | 2010 | „Flash Mob” (gościnnie: Smagalaz) | [ 6 ]  |
| Wice Wersa – Między niebem a piekłem         | 2010 | „Po Co Kaszlesz” (gościnnie: Smagalaz) | [ 7 ]  |
| Numer Raz i DJ Abdool – Lursztyn             | 2010 | „Kto Jest Zajebisty?” (gościnnie: Smagalaz) | [ 8 ]  |
| Sobota – Gorączka sobotniej nocy             | 2011 | „Niech Ktoś Mi Kurwa Powie” (gościnnie: Smagalaz, Wini) | [ 9 ]  |
| Wini – Bóg jest miłością                     | 2012 | „Nienawidzę raperów” (gościnnie: Maciek Kiersznicki, Rena, Smagalaz, Żurom, DJ Feel-X, VNM, Warszafski Deszcz, Sage, Starszy, Rynio, Kaczor, Sobota, Psycho Stach, B.R.O, Rufijok, Matheo) | [ 10 ] |
| Kamelito – Droga Kamelita                    | 2012 | „III” (gościnnie: Smagalaz, Marcin Ryk) | [ 11 ] |
| Paresłów – Elektrohop                        | 2012 | „My” (gościnnie: Smagalaz) | [ 12 ] |

## Teledyski
| Tytuł                                                | Rok  | Reżyseria/Realizacja | Album                      | Źródło |
| ---------------------------------------------------- | ---- | -------------------- | -------------------------- | ------ |
| „Memento Melo” (gościnnie: Siwydym)                  | 2009 | F2F                  | Czillen Am Grillen         | [ 13 ] |
| „Świński trucht”                                     | 2011 | Bieguni              | Dorzucamy do grilla        | [ 14 ] |
| „MyWy”                                               | 2011 | dźwiękowyKoleżka     | Dorzucamy do grilla        | [ 15 ] |
| „Dorzuć do grilla”                                   | 2012 | —                    | Dorzucamy do grilla        | [ 16 ] |
| „Swój swego znajdzie” (gościnnie: Siwydym, Kamelito) | 2012 | —                    | Dorzucamy do grilla        | [ 17 ] |
| Gościnnie                                            |      |                      |                            |        |
| Sage – „Flash Mob” (gościnnie: Smagalaz)             | 2009 | —                    | Hardcore Dealin Department | [ 18 ] |
| Inne                                                 |      |                      |                            |        |
| Smagalaz – „To jest nasz czas”                       | 2012 | —                    | Howwa 3: Dynastia          | [ 19 ] |